# 第2次田中角栄内閣
第2次田中角栄内閣（だいにじたなかかくえいないかく）は、衆議院議員、自由民主党総裁の田中角栄が第65代内閣総理大臣に任命され、1972年(昭和47年)12月22日から1973年(昭和48年)11月25日まで続いた日本の内閣。

## 内閣の顔ぶれ・人事
所属政党・出身

  自由民主党   中央省庁

### 国務大臣
| 職名                                           | 氏名         | 氏名 | 出身等                        | 特命事項等                                               | 備考                                     |
| ---------------------------------------------- | ------------ | ---- | ----------------------------- | -------------------------------------------------------- | ---------------------------------------- |
| 内閣総理大臣                                   | 田中角栄     |      | 衆議院 自由民主党（田中派）   |                                                          | 自由民主党総裁 再任                      |
| 副総理 環境庁長官                              | 三木武夫     |      | 衆議院 自由民主党（三木派）   |                                                          | 再入閣                                   |
| 法務大臣                                       | 田中伊三次   |      | 衆議院 自由民主党（石井派）   |                                                          | 再入閣                                   |
| 外務大臣                                       | 大平正芳     |      | 衆議院 自由民主党（大平派）   |                                                          | 再任                                     |
| 大蔵大臣                                       | 愛知揆一     |      | 衆議院 自由民主党（田中派）   |                                                          | 1973年（昭和48年）11月23日死去           |
| 大蔵大臣                                       | （田中角栄） |      | 衆議院 自由民主党（田中派）   |                                                          | 1973年（昭和48年）11月23日任（臨時代理） |
| 文部大臣                                       | 奥野誠亮     |      | 衆議院 自由民主党（無派閥）   |                                                          | 初入閣                                   |
| 厚生大臣                                       | 斎藤邦吉     |      | 衆議院 自由民主党（大平派）   |                                                          | 初入閣                                   |
| 農林大臣                                       | 櫻内義雄     |      | 衆議院 自由民主党（中曽根派） |                                                          | 再入閣                                   |
| 通商産業大臣                                   | 中曽根康弘   |      | 衆議院 自由民主党（中曽根派） |                                                          | 再入閣                                   |
| 運輸大臣                                       | 新谷寅三郎   |      | 参議院 自由民主党             |                                                          | 再入閣                                   |
| 郵政大臣                                       | 久野忠治     |      | 衆議院 自由民主党（田中派）   |                                                          | 初入閣                                   |
| 労働大臣                                       | 加藤常太郎   |      | 衆議院 自由民主党（三木派）   |                                                          | 初入閣                                   |
| 建設大臣                                       | 金丸信       |      | 衆議院 自由民主党（田中派）   | 近畿圏整備長官 中部圏開発整備長官 首都圏整備委員会委員長 | 初入閣                                   |
| 自治大臣 国家公安委員会委員長 北海道開発庁長官 | 江﨑真澄     |      | 衆議院 自由民主党（水田派）   |                                                          | 再入閣                                   |
| 内閣官房長官                                   | 二階堂進     |      | 衆議院 自由民主党（田中派）   |                                                          | 再任                                     |
| 総理府総務長官 沖縄開発庁長官                  | 坪川信三     |      | 衆議院 自由民主党（福田派）   |                                                          | 再入閣                                   |
| 行政管理庁長官                                 | 福田赳夫     |      | 衆議院 自由民主党（福田派）   |                                                          | 再入閣                                   |
| 防衛庁長官                                     | 増原惠吉     |      | 参議院 自由民主党（福田派）   |                                                          | 再任 1973年（昭和48年）5月29日免         |
| 防衛庁長官                                     | 山中貞則     |      | 衆議院 自由民主党（中曽根派） | 再入閣                                                   | 1973年（昭和48年）5月29日任              |
| 経済企画庁長官                                 | 小坂善太郎   |      | 衆議院 自由民主党（大平派）   |                                                          | 再入閣                                   |
| 科学技術庁長官                                 | 前田佳都男   |      | 参議院 自由民主党（田中派）   |                                                          | 初入閣                                   |

### 内閣官房副長官・内閣法制局長官・総理府総務副長官
| 職名             | 氏名         | 出身等             | 備考     |
| ---------------- | ------------ | ------------------ | -------- |
| 内閣官房副長官   | 山下元利     | 衆議院／自由民主党 | 政務担当 |
| 内閣官房副長官   | 後藤田正晴   | 官僚               | 事務担当 |
| 内閣法制局長官   | 吉國一郎     | 官僚               |          |
| 総理府総務副長官 | 小宮山重四郎 | 衆議院／自由民主党 | 政務担当 |
| 総理府総務副長官 | 宮崎清文     | 官僚               | 事務担当 |

## 政務次官
- 法務政務次官 - 野呂恭一
- 外務政務次官 - 水野清
- 大蔵政務次官 - 山本幸雄、山本敬三郎
- 文部政務次官 - 河野洋平
- 厚生政務次官 - 山口敏夫
- 農林政務次官 - 中尾栄一、鈴木省吾
- 通商産業政務次官 - 塩川正十郎、矢野登
- 運輸政務次官 - 佐藤文生
- 郵政政務次官 - 鬼丸勝之
- 労働政務次官 - 葉梨信行
- 建設政務次官 - 松野幸泰
- 自治政務次官 - 武藤嘉文
- 行政管理政務次官 - 大松博文
- 北海道開発政務次官 - 増田盛
- 防衛政務次官 - 箕輪登
- 経済企画政務次官 - 橋口隆
- 科学技術政務次官 - 伊藤宗一郎
- 環境政務次官 - 坂本三十次
- 沖縄開発政務次官 - 稲嶺一郎